# U-764
Unterseeboot 764 foi um submarino alemão do Tipo VIIC, pertencente a Kriegsmarine que atuou durante a Segunda Guerra Mundial.

## Comandantes
| Comandante                | Data                                   |
| ------------------------- | -------------------------------------- |
| Oblt. Hanskurt von Bremen | 6 de maio de 1943 - 14 de maio de 1945 |

## Subordinação
Durante o seu tempo de serviço, esteve subordinado às seguintes flotilhas:
| Período                                        | Flotilha                                   |
| ---------------------------------------------- | ------------------------------------------ |
| 6 de maio de 1943 - 31 de outubro de 1943      | 8. Unterseebootsflottille (treinamento)    |
| 1 de novembro de 1943 - 30 de setembro de 1944 | 9. Unterseebootsflottille (serviço ativo)  |
| 1 de outubro de 1944 - 8 de maio de 1945       | 11. Unterseebootsflottille (serviço ativo) |

## Operações conjuntas de ataque
O U-764 participou das seguinte operações de ataque combinado durante a sua carreira:
- Rudeltaktik Eisenhart 3 (9 de novembro de 1943 - 15 de novembro de 1943)
- Rudeltaktik Schill 3 (18 de novembro de 1943 - 22 de novembro de 1943)
- Rudeltaktik Weddigen (22 de novembro de 1943 - 29 de novembro de 1943)
- Rudeltaktik Hinein (26 de janeiro de 1944 - 3 de fevereiro de 1944)
- Rudeltaktik Igel 1 (3 de fevereiro de 1944 - 17 de fevereiro de 1944)
- Rudeltaktik Hai 1 (17 de fevereiro de 1944 - 22 de fevereiro de 1944)
- Rudeltaktik Preussen (22 de fevereiro de 1944 - 13 de março de 1944)
- Rudeltaktik Dragoner (21 de maio de 1944 - 28 de maio de 1944)